# 미륵당
미륵당(彌勒堂)은 대한민국 경기도 수원시 장안구 파장동에 있는 건축물이다. 1986년 4월 8일 수원시의 향토유적 제5호로 지정되었다.

## 개요
마을 수호신으로 믿어지던 미륵불이 모셔져 있는 집으로 1959년에 새롭게 단장하면서 ‘법화당(法華堂)’으로 이름을 바꾸었다. 사방 1칸, 주칸 3.1m의 벽돌로 축조된 작은 건물이며, 지붕은 맞배이다. 현재 미륵불은 상반신만 드러나 있고 하반신은 거의 매몰된 상태이다. 상체 부문의 높이만 약 244cm, 가슴 폭 107cm, 머리 높이 114cm정도이며 화강암으로 만들어졌다. 전반적으로 토속적인 조각 수법에 친근감을 주는 특징이 있어 조선중기 이후 민간신앙과 결합된 미륵불상으로 파악된다.

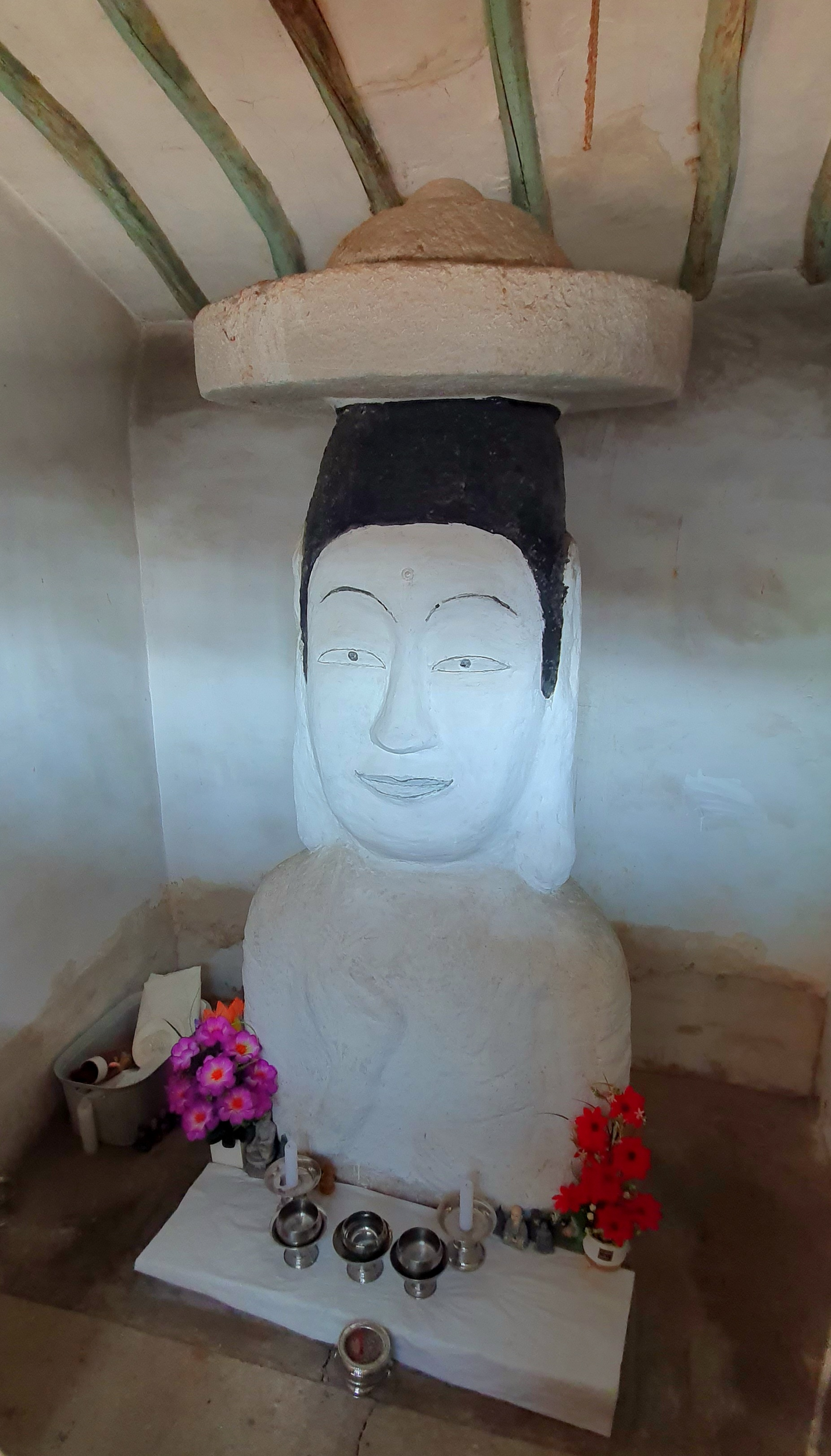
미륵당 동상

## 현지 안내문
미륵당은 본래 조선 중기에 건조된 건물이나 현재는 법화당으로 불리고 있다. 이곳에는 속칭 미륵부처라고 일컬어지는 석불입상이 안치되어 동민들의 예불의 대상이 되고 있다.
전설에 의하면 마음의 평안을 빌기 위해 세워진 것으로 이 마을의 수호신이라고도 하며, 미륵동이라고도 한다.
미륵불은 화강암 1석으로 조성되어 있고 소발의 주정에 육계가 있으며 타원형의 보계를 얹어 놓았다. 현재 동체는 전부 노출되지 않고 지하에 묻혀 있는데, 높이는 219cm, 가슴폭은 107cm, 두부 높이는 114cm이다.
미륵당은 맞배지붕에 한식 골기와를 얹은 단칸 벽돌집으로 정·측변 각기 3.1m의 건물이다. 이 건물은 1959년에서 그 이듬해에 걸쳐 보수·증축하고 법화당이라 개칭, 지금에 이르렀다고 한다.